# Oukaimden
Oukaimden (franska: Oukaimden (CR), Oukaimden (Commune Rurale), arabiska: مولاي ابراهيم) är en kommun i Marocko.   Den ligger i provinsen Al Haouz och regionen Marrakech-Safi, i den centrala delen av landet, 300 km söder om huvudstaden Rabat. Antalet invånare är 4 376.